# John Candy
John Candy (Newmarket, Ontario, 1950. október 31.  – Durango, Mexikó, 1994. március 4.) kétszeres Primetime Emmy-díjas kanadai filmszínész, szinte kizárólag vígjátékokból ismert.
Pályáját Torontóban kezdte, először a Second City Television tévésorozatban vált ismertté. Olyan vígjátékokban játszott, mint a Bombázók a seregnek, a Csobbanás, a Jég veled!, A nagy kiruccanás (1988), az Űrgolyhók (1987) és a Belevaló papapótló. Egyik leghíresebb szerepe a túlságosan beszédes utazó ügynök, Del Griffith volt, aki zuhanyfüggönyökhöz árult karikákat John Hughes rendező komédiájában, a Repülők, vonatok, automobilok című filmben.

## Iskolai évek és a karrier kezdete
John Candy egy kertvárosban született, Newmarketben (Ontario), Sidney James Candy és Evangeline (Aker) Candy fiaként. A munkáscsalád római katolikus volt. Édesapja angol-skót származású, míg édesanyja lengyel-ukrán bevándorló családból ered. Candy a Neil McNeil katolikus középiskolába járt, egy mindenki számára nyilvános iskolába Torontóban, ahol a kanadai labdarúgó csapat tagja volt.
Candy első kis filmszerepe az 1973-as Class of '44ben volt, ahol nem tüntették fel a stáblistában.  Több, kis költségvetésű filmben játszott az 1970-es évek alatt, köztük egy bankrablásos thrillerben, a The Silent Partnerben Christopher Plummer és Elliott Gould oldalán.
1976-ban mellékszerepet alakított (Rick Moranisszal együtt) Peter Gzowski rövid életű, késő éjszakai beszélgetős tévéműsorában, a Ninety Minutes Live-ben. Ugyanabban az évben, mint a The Second City torontói ágának tagja, széles nyilvánosságot kapott az Egyesült Államokan, ami népszerűvé tette, amikor a torontói vígjáték-show-ban, a Second City Televisionben rendszeresen kezdett szerepelni. A NBC átvette a műsort 1981-ben, ami hamar rajongótábort szerzett számára.

## Az 1980-as évek
Az utánozóképesség Candy egyik tehetsége volt, amit gyakran kamatoztatott az SCTV sorozatban. Ismert személyiségek, akiket Candy utánzott: Jerry Mathers, Divine (Glen Milstead), Orson Welles, Julia Child, Richard Burton, Darryl Sittler, Luciano Pavarotti, Jimmy the Greek, Andrew Sarris, Tip O'Neill, Don Rickles, Curly Howard, Merlin Olsen, Jackie Gleason, Tom Selleck, Gordon Pinsent, Ed Asner, Gertrude Stein, Morgy Kneele, Doug McGrath és Hervé Villechaize.
1980-ra megkezdődött filmes karrierje. Katonát játszott Steven Spielberg nagy költségvetésű filmvígjátékában, az 1941-ben, mellékszerepet (mint Burton Mercer) a The Blues Brothersben. Egy évvel később Candy Dewey Oxbergert, egy szerethető, jóindulatú újoncot játszott a hadseregben az 1981-es Bombázók a seregnek című filmben, ami abban az évben az egyik legsikeresebb film volt. A következő két évben Candy kisebb cameoszerepet kapott a Harold Ramis által rendezett National Lampoon's Vacationben, megjelent a Saturday Night Live-ban kétszer (1983-ban házigazda volt), és ezalatt játszott az SCTV-ben is.
1983-ban Candy megkapta az Esze semmi, fogd meg jól! főszerepét, és megkeresték azzal, hogy játssza el Louis Tully könyvelő szerepét a Szellemirtókban (a film 1984-ben jelent meg), de végül nem kapta meg a szerepet, mert annak megformálásához más elképzelései voltak; a szerepet Rick Moranis kapta meg (ennek ellenére John Candy egyike volt azoknak, akik Ray Parker, Jr. slágerében, a Ghostbustersben énekelnek, amit a film számára írt).
1984-ben John Candy játszotta Tom Hanks nőcsábász fivérét a Csobbanás című romantikus vígjátékban. Ezt a filmet tekintik az első olyan szerepének, amivel elfogadottá vált.
Az 1980-as évek második felében Candy átlag alatti filmekben játszott (még egy beszélő ló hangját is alakította Bobcat Goldthwait komédiájában, a Hot to Trotban). Bár mellékszerepeket is játszott (például az Űrgolyhókban), lehetősége volt főszerepeket alakítani olyan vígjátékokban, mint az Önkéntesek (1985); Repülők, vonatok, automobilok; Szórd a pénzt és fuss! (Brewster's Millions, 1985); A nagy kiruccanás; Fegyvere van, veszélyes (Armed and Dangerous, 1986); Gyagyás nyomozás (Who's Harry Crumb?, 1989), Hóbortos vakáció (Summer Rental, 1985) és a Belevaló papapótló. Olyan emlékezetes szerepeket is alakított, mint a „furcsa” lemezlovas a Rémségek kicsiny boltja című zenés vígjátékban; vagy az országúti rendőr a Szezám utca: A madár nyomában című filmben.
1989-ben a producere volt és a főszerepet is játszotta az NBC szombat reggeli animációs sorozatának, aminek a címe Camp Candy volt. A műsor egy elképzelt nyári táborban játszódott, amit Candy vezetett. Ebben két gyermeke is szerepet kapott. A műsor alapján képregény is készült, amit a Marvel Comics Star Comics  vállalkozása adott ki.

## Az 1990-es évek
Az 1990-es évek elején Candy olyan kritikai és pénzügyi bukásokban játszott, mint az Eszelős szívatás (1991) (az ebben játszott szerepéért jelölték Arany Málna díjra „a legrosszabb női mellékszereplőnek”, mivel nőt alakított benne), az Ínyencfalat, és a Volt egyszer egy gyilkosság, de olyan kirobbanó sikerekben is megjelent, mint Az év újonca (nincs a stáblistában), a Mentőcsapat a kenguruk földjén, a Reszkessetek, betörők! és a Jég veled!
Candy megkísérelte új irányba terelni karrierjét, amikor drámaibb szerepeket is vállalt. Ilyen volt 1991-ben a Mama pici fia (Only the Lonely) című romantikus vígjáték, amiben Candy egy chicagói rendőrt játszik, aki hatalmaskodó anyja (Maureen O’Hara) és új barátnője (Ally Sheedy) között őrlődik. Ugyanabban az évben egy déli államokból származó, kétes ügyekkel foglalkozó ügyvédet alakít drámai szerepben, Dean Andrews-t, Oliver Stone JFK – A nyitott dosszié című filmjében.
1991-ben Bruce McNall, Wayne Gretzky és John Candy társtulajdonosai lettek a Kanadai Futball-liga egyik csapatának, a Toronto Argonautsnak. Az ismertség nagy figyelmet keltett Kanadában a csapat iránt, akik rengeteg pénzt költöttek, még a National Football League-ban játszó játékosokat is szerződtettek, akik igen magas árat kértek. Az Argonauts megnyerte az 1991-es Grey Cup-ot, miután megverte a Calgary-t 36–21-re az utolsó mérkőzésen.

## Halála
John Candy kóros elhízástól szenvedett egész felnőtt kora alatt. Az 1980-as évek végén és az 1990-es évek elején további súlyt szedett fel, bár az utolsó időszakban erőfeszítéseket tett, hogy javítson egészségén: fogyókúrába kezdett és a dohányzásról is törekedett leszokni. Tudta, hogy a szívroham a családjában gyakran előfordult: édesapja és a nagyapja is szívrohamban haltak meg, és Candy meg akarta előzni, hogy ez vele is megtörténjen. 1994-ben, mialatt az Elég a vadnyugatból! című filmet forgatták Durangóban (Mexikó), Candy felhívta Larry Smith kanadai politikust, aki a Kanadai Futball Liga megbízottja volt, és bejelentette neki, hogy eladja a csapatát. Egy késő esti vacsora után, amit Candy maga készített az asszisztensei számára és ami főtt tésztából állt, elment lefeküdni.
Éjfél után, március 4-én álmában szívinfarktus érte, és 43 éves korában hunyt el. Gyászszertartását a St. Martin of Tours templomban tartották, és Culver Cityben temették el (Kalifornia), a Holy Cross temetőben.
1994. március 18-án korábbi alkalmi társulata, a The Second City különleges előadást tartott az emlékére, ezt egész Kanadában sugározták a tévében.

## Szellemi öröksége

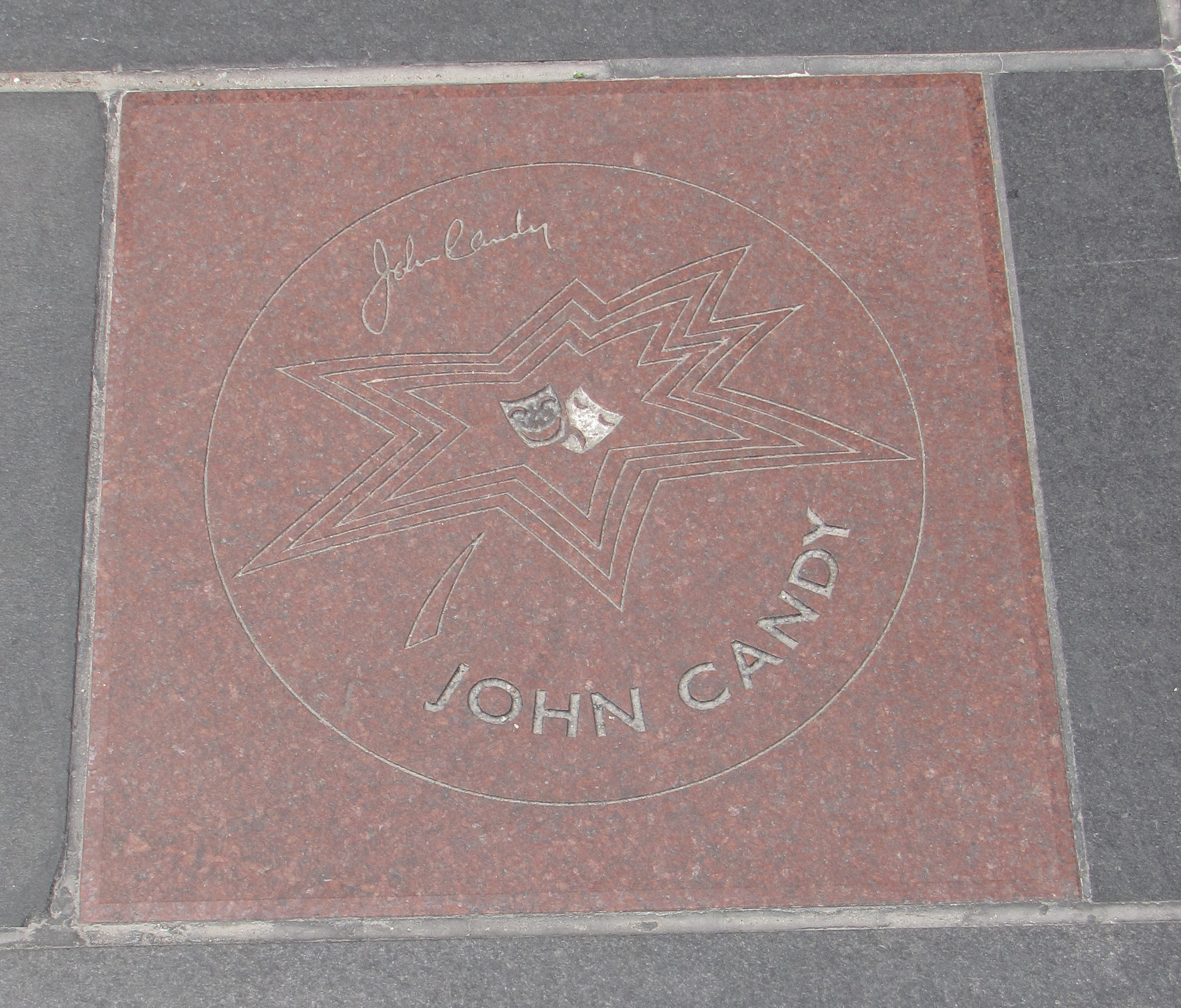
John Candy csillaga a kanadai Hírességek utcáján

Az Elég a vadnyugatból!, aminek forgatása közben meghalt, 1994 nyarán jelent meg.
Candy utolsó teljes filmje a Pajzs a résen, avagy a tökéletlen erő (Canadian Bacon) volt, egy szatirikus komédia Michael Moore rendezésében. A film 1995-ben, egy évvel halála után jelent meg. A történetben Candy Bud Boomert, egy amerikai seriffet játszik, aki katonai inváziót indít Kanada ellen.
Az 1990-es évek elején a The Magic 7 TV film számára Candy szinkronszerepet vállalt. A film animációs nehézségek miatt évekig dobozban maradt.
John Candy csillagot kapott a kanadai Hírességek utcáján. 2006 májusában Candy egyike lett annak a négy, szórakoztató műfajban dolgozó embernek, akikről bélyeget adott ki a Kanadai Posta.  A  Blues Brothers 2000 című filmet három ember emlékének szentelték, köztük az egyik John Candy volt, aki mellékszerepet játszott az eredeti Blues Brothers című filmben.
A Neil McNeil katolikus középiskolában (Toronto, Ontario) a John Candy Visual Arts Studio a tiszteletére vette fel a nevét halála után. John Candy, az iskola egyik leghíresebb diákja azt mondta évente megtartott egyik látogatása alkalmával: „A sikerem azokon az értékeken és elveken alapszik, amiket nekem a Neil McNeilben tanítottak.”
Candy tiszteletére tartották a 2007-es Grey Cup-ot Torontóban, 2007 novemberében, amin Dan Aykroyd volt a házigazda.
Ween 1994-ben megjelent Chocolate and Cheese című albumát „John Candy (1950-1994) kedves emlékének ajánlotta”
Candy lánya, Jennifer Candy színésznő és televíziós producer. Olyan sorozatok készítésében vett részt, mint a Prom Queen és a Sam Has 7 Friends.

## Filmográfia

### Film
| Év   | Magyar cím                            | Eredeti cím                              | Szerep                                          | Magyar hang          |
| ---- | ------------------------------------- | ---------------------------------------- | ----------------------------------------------- | -------------------- |
| 1973 | A 44-es évfolyam                      | Class of ’44                             | Paule (stáblistán nem szerepel)                 |                      |
| 1975 |                                       | It Seemed Like a Good Idea at the Time   | Kopek                                           |                      |
| 1976 |                                       | Tunnel Vision                            | Cooper                                          |                      |
| 1976 |                                       | The Clown Murders                        | Ollie                                           |                      |
| 1976 | Keresd a nőt!                         | Find the Lady                            | Kopek                                           | Balázs Péter         |
| 1978 | Csendestárs                           | The Silent Partner                       | Simonsen                                        |                      |
| 1979 | Civakodók                             | Lost and Found                           | Carpentier                                      |                      |
| 1979 | Meztelenek és bolondok                | 1941                                     | Foley közlegény                                 | Elek Ferenc          |
| 1980 |                                       | Deadly Companion                         | John                                            |                      |
| 1980 | Blues Brothers                        | The Blues Brothers                       | Burton Mercer                                   | Bácskai János        |
| 1980 | Blues Brothers                        | The Blues Brothers                       | Burton Mercer                                   | Kerekes József       |
| 1981 | Bombázók a seregnek                   | Stripes                                  | Dewey "Ox" Oxberger                             | Szabó Sipos Barnabás |
| 1981 | Bombázók a seregnek                   | Stripes                                  | Dewey "Ox" Oxberger                             | Csuja Imre           |
| 1981 | Heavy Metal                           | Heavy Metal                              | Den / Dan / őrmester / Robot (hangja)           |                      |
| 1982 |                                       | It Came from Hollywood                   | önmaga                                          |                      |
| 1983 | Családi vakáció                       | National Lampoon's Vacation              | Lasky (őr 'Walleyworld'-nél)                    | Orosz István         |
| 1983 | Esze semmi, fogd meg jól!             | Going Berserk                            | John Bourgignon                                 | Kerekes József       |
| 1984 | Csobbanás                             | Splash                                   | Freddie Bauer                                   | Hankó Attila         |
| 1985 | Szórd a pénzt és fuss!                | Brewster's Millions                      | Spike Nolan                                     | Hankó Attila         |
| 1985 | Szórd a pénzt és fuss!                | Brewster's Millions                      | Spike Nolan                                     | Csuja Imre           |
| 1985 | Szezám utca: A madár nyomában         | Sesame Street Presents: Follow that Bird | országúti rendőr                                |                      |
| 1985 | Hóbortos vakáció                      | Summer Rental                            | Jack Chester                                    | Schnell Ádám         |
| 1985 | Önkéntesek                            | Volunteers                               | Tom Tuttle                                      | Kránitz Lajos        |
| 1985 | Önkéntesek                            | Volunteers                               | Tom Tuttle                                      | Rosta Sándor         |
| 1986 | Fegyvere van, veszélyes               | Armed and Dangerous                      | Frank Dooley rendőr                             | Kerekes József       |
| 1986 | Rémségek kicsiny boltja               | Little Shop of Horrors                   | Wink Wilkinson                                  | Józsa Imre           |
| 1986 | Rémségek kicsiny boltja               | Little Shop of Horrors                   | Wink Wilkinson                                  | Szűcs Sándor         |
| 1987 | Űrgolyhók                             | Spaceballs                               | Morzsa (Barf)                                   | Kránitz Lajos        |
| 1987 | Repülők, vonatok, automobilok         | Planes, Trains and Automobiles           | Del Griffith                                    | Kránitz Lajos        |
| 1988 | Segítség, apa lettem!                 | She's Having a Baby                      | Chet (stáblistán nem szerepel)                  |                      |
| 1988 | A nagy kiruccanás                     | The Great Outdoors                       | Chet Ripley                                     | Láng József          |
| 1988 | Sürgető ügető                         | Hot to Trot                              | Don, a ló (hangja)                              | Józsa Imre           |
| 1988 | Sürgető ügető                         | Hot to Trot                              | Don, a ló (hangja)                              | Pusztaszeri Kornél   |
| 1989 | Gyagyás nyomozás                      | Who's Harry Crumb?                       | Harry Crumb                                     | Csuja Imre           |
| 1989 | Ágyúgolyó futam 3. – Sebességzóna     | Speed Zone!                              | Charlie Cronan                                  | Koroknay Géza        |
| 1989 | Belevaló papapótló                    | Uncle Buck                               | Buck Russell                                    | Koroknay Géza        |
| 1989 | Belevaló papapótló                    | Uncle Buck                               | Buck Russell                                    | Kerekes József       |
| 1990 | Motoros rockerek                      | Masters of Menace                        | sörszállító autó sofőrje                        |                      |
| 1990 | Reszkessetek, betörők!                | Home Alone                               | Gus Polinski, a Közép-Nyugat polkakirálya       | Vajda László         |
| 1990 | Mentőcsapat a kenguruk földjén        | The Rescuers Down Under                  | Wilbur (hangja)                                 | Varga T. József      |
| 1991 | Eszelős szívatás                      | Nothing But Trouble                      | Dennis rendőr / Eldona                          | Vajda László         |
| 1991 | Fogd a nőt és ne ereszd!              | Career Opportunities                     | C.D. Marsh (stáblistán nem szerepel)            | Szinovál Gyula       |
| 1991 | Mama pici fia                         | Only the Lonely                          | Danny Muldoon                                   | Koroknay Géza        |
| 1991 | Ínyencfalat                           | Delirious                                | Jack Gable                                      | Vajda László         |
| 1991 | Ínyencfalat                           | Delirious                                | Jack Gable                                      | Kerekes József       |
| 1991 | JFK – A nyitott dosszié               | JFK                                      | Dean Andrews Jr. ügyvéd                         | Hollósi Frigyes      |
| 1992 | Volt egyszer egy gyilkosság           | Once Upon a Crime...                     | Augie Morosco                                   | Vajda László         |
| 1992 | Volt egyszer egy gyilkosság           | Once Upon a Crime...                     | Augie Morosco                                   | Hollósi Frigyes      |
| 1992 | Volt egyszer egy gyilkosság           | Once Upon a Crime...                     | Augie Morosco                                   | Kerekes József       |
| 1993 | Az év újonca                          | Rookie of the Year                       | Cliff Murdoch bemondó (stáblistán nem szerepel) |                      |
| 1993 | Jég veled!                            | Cool Runnings                            | Irving 'Irv' Blitzer                            | Barbinek Péter       |
| 1994 | Elég a vadnyugatból!                  | Wagons East                              | James Harlow                                    | Benkóczy Zoltán      |
| 1995 | Pajzs a résen, avagy a tökéletlen erő | Canadian Bacon                           | Bud Boomer seriff                               | Koroknay Géza        |
| 1995 | Pajzs a résen, avagy a tökéletlen erő | Canadian Bacon                           | Bud Boomer seriff                               | Kapácsy Miklós       |

## Televízió
| Év        | Magyar cím          | Eredeti cím                                  | Szerep                                 | Megjegyzések                       |
| --------- | ------------------- | -------------------------------------------- | -------------------------------------- | ---------------------------------- |
| 1972      |                     | Cucumber                                     | időjós                                 |                                    |
| 1972      | Dr. Simon Locke     | Richie                                       | 1 epizód                               |                                    |
| 1974      |                     | The ABC Afternoon Playbreak                  | fiú                                    | 1 epizód                           |
| 1974      |                     | Dr. Zonk and the Zunkins                     | ismeretlen szerep                      | ismeretlen epizódok                |
| 1976–1977 |                     | The David Steinberg Show                     | Spider Reichman                        | 6 epizód                           |
| 1976–1977 |                     | Coming Up Rosie                              | Wally Wypyzypychwk                     |                                    |
| 1976–1979 |                     | Second City TV                               | több szereplő                          | 50 epizód                          |
| 1977      |                     | King of Kensington                           | bandita                                | 1 epizód                           |
| 1980      | Kavik hazatér       | The Courage of Kavik, the Wolf Dog           | Pinky                                  | tévéfilm                           |
| 1980      |                     | Big City Comedy                              | önmaga (házigazda) / több szereplő     |                                    |
| 1981      | Klondike-i mesék    | Tales of the Klondike                        | Hans Nelson                            | 1 epizód                           |
| 1981      | Saturday Night Live | Saturday Night Live                          | Juan Gavino                            | 1 epizód (stáblistán nem szerepel) |
| 1981–1983 |                     | SCTV Network 90                              | több szereplő                          | 38 epizód                          |
| 1983      |                     | SCTV Channel                                 | több szereplő                          | 1 epizód                           |
| 1984      |                     | The New Show                                 | több szereplő                          | 6 epizód                           |
| 1985      |                     | Martin Short: Concert for the North Americas | Marcel                                 | tévéfilm                           |
| 1985      |                     | The Canadian Conspiracy                      | több szereplő                          | tévéfilm                           |
| 1985      |                     | The Last Polka                               | Yosh Shmenge / Pa Shmenge              | tévéfilm                           |
| 1987      |                     | Really Weird Tales                           | Howard Jensen ('Cursed with Charisma') | tévéfilm                           |
| 1989      |                     | The Rocket Boy                               | The Hawk                               | tévéfilm                           |
| 1989–1992 |                     | Camp Candy                                   | önmaga (hangja)                        | 17 epizód                          |
| 1990      |                     | The Dave Thomas Comedy Show                  | önmaga / több szereplő                 | 1 epizód                           |
| 1992      |                     | Shelley Duvall's Bedtime Stories             | narrátor                               | 1 epizód                           |
| 1992      | Boris és Natasa     | Boris and Natasha: The Movie                 | Kalishak                               | tévéfilm                           |
| 1994      | Túszból lett túsz   | Hostage for a Day                            | Yuri Petrovich                         | tévéfilm                           |